# Bistum Awka
Das Bistum Awka (lateinisch Dioecesis Avkaënsis, englisch Diocese of Awka) ist eine in Nigeria gelegene römisch-katholische Diözese mit Sitz in Awka. 

## Geschichte
Das Bistum Awka wurde am 10. November 1977 durch Papst Paul VI. mit der Apostolischen Konstitution Verba Christi aus Gebietsabtretungen des Erzbistums Onitsha errichtet und diesem als Suffraganbistum unterstellt.
Am 5. März 2020 gab es Gebietsanteile zur Errichtung des Bistums Ekwulobia ab.

## Bischöfe von Awka
- Albert Kanene Obiefuna, 1977–1994, dann Koadjutorerzbischof von Onitsha
- Simon Akwali Okafor, 1994–2010
- Paulinus Chukwuemeka Ezeokafor, seit 2011